# Compañía Sueca de las Indias Orientales

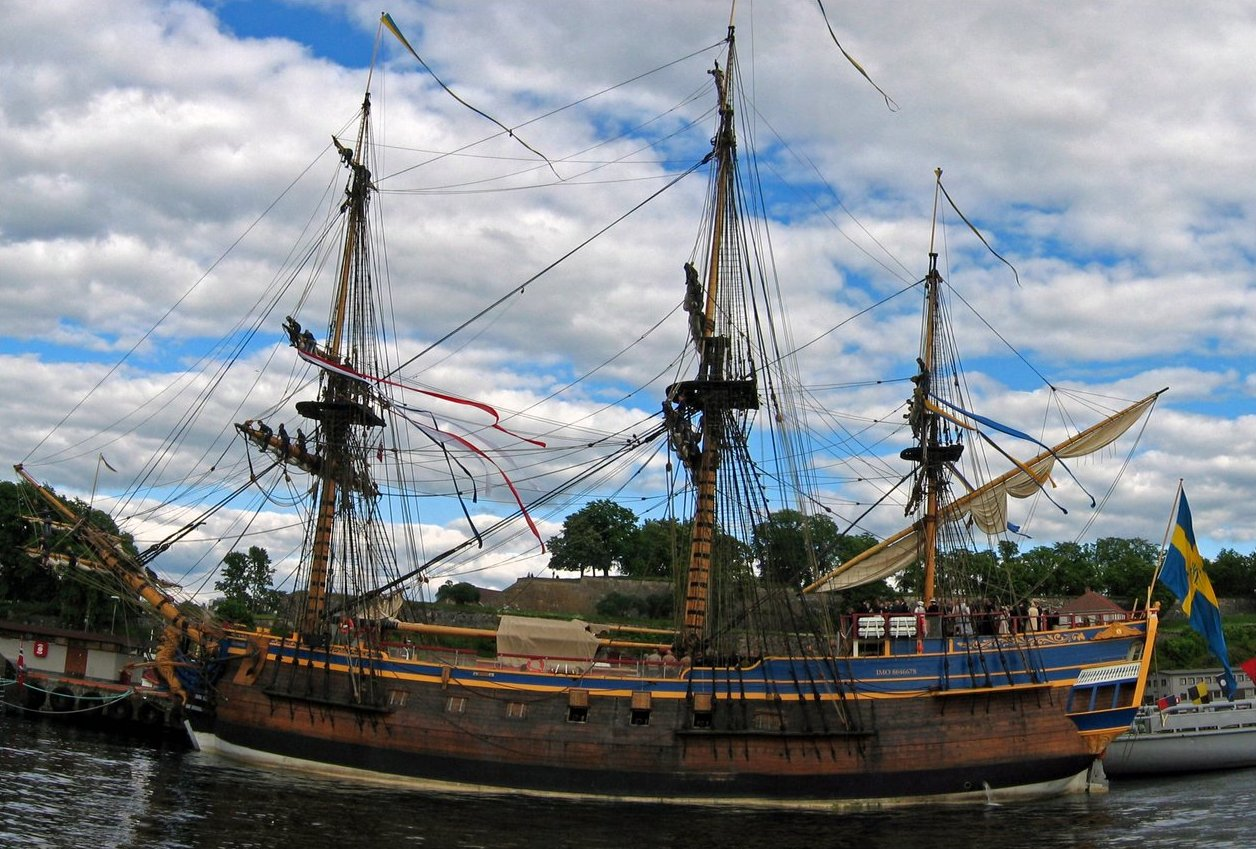
El buque DANIEL en Oslo para el centenario de la disolución de la unión entre Noruega y Suecia el 10 de junio de 2005.

La Compañía Sueca de las Indias Orientales (en sueco: Svenska Ostindiska Companiet, o SOIC), fue fundada en Gotemburgo (Suecia) en 1731 para el propósito del comercio en el Lejano Oriente. El inicio de la compañía fue inspirado por el éxito de la Compañía Holandesa de las Indias Orientales y la Compañía Británica de las Indias Orientales, pronto se convertiría en la compañía de comercio más grande de Suecia durante el siglo XVIII, hasta 1813, año en el que cesó todas sus operaciones.

## Antecedentes
Los primeros intentos de fundar una compañía se remontan al siglo XVII. A comienzos de 1626, el holandés Willem Usselinx obtuvo privilegios reales del rey Gustavo II Adolfo para crear una compañía de comercio, pero guerras y tiempos difíciles detuvieron los planes, antes de haber enviado la primera nave hacia el Lejano Oriente.
Otro antecedente fue el intento de piratas de Madagascar, quienes en 1718 ofrecieron al rey de Suecia Carlos XII, naves armadas y oro a cambio de la naturalización, pensando que Suecia les serviría como una base comercial. Las negociaciones avanzaban con el rey sueco en su campamento durante su campaña militar contra Noruega en 1718, pero se suspendieron con la muerte del soberano.
Con el fin de la Gran Guerra del Norte y el Tratado de Nystad, el comercio exterior se veía como una opción tentadora para reconstruir el país. Las opiniones eran variadas, el acero y la madera eran las principales materias primas de exportación y se estimaba que era un error intercambiarlos por el té y la porcelana, considerados de poco valor, provenientes del Lejano Oriente. La emergente industria de textiles sueca también se veía amenazada, de manera que los dueños de la primera compañía que se fundó, prometieron abstenerse de comerciar con ese bien.
Comenzar una nueva compañía comercial que pudiera enfrentar a los intereses de grandes potencias como Francia e Inglaterra no era fácil, pero el monopolio entregado a las compañías de comercio de estos países vino a repercutir en Suecia, ya que los comerciantes escoceses e ingleses que eran obligados a abandonar la Compañía Británica de las Indias Orientales estaban más que deseosos de participar con sus acciones en los planes suecos, financiando de esta manera a la compañía.

## Estableciendo la SOIC
En 1729 el comerciante escocés Colin Campbell junto al comerciante gotemburgués Niclas Sahlgren y el estocolmés Henrik König, después de discutir la idea, establecieron la nueva compañía, con el nombre Henrich König & Compagnie. 
La reacción del gobierno sueco fue negativa inicialmente, ya que el fracaso de una compañía similar basada en Ostende en los Países Bajos Austriacos controlada entonces por Austria, lo hacía desconfiar del logro de un posible éxito contra las principales potencias. Henrik König llevó los asuntos al parlamento sueco, logrando obtener los privilegios reales del rey Federico I para la fundación de la SOIC el 14 de enero de 1731, inicialmente por un periodo de 15 años. 
Estos privilegios, entre otros, eran:
- La compañía obtenía el derecho de comerciar y transportar mercaderías hacia el este del Cabo de Buena Esperanza.

- Todas las salidas y llegadas de las naves deberían hacerse desde Gotemburgo.

- El estado sueco obtenía 100 riksdaler de plata (divisa sueca de entonces) de cada embarque, más impuestos. En 1712, 100 riskdaler equivalían a unos 615 euros (2007).

- La carga debía ser subastada en Gotemburgo a la llegada.

- La compañía podía usar cuantos veleros quisiera, pero debían ser construidos e inspeccionados en Suecia.

- Las naves debían llevar izada la bandera sueca y portar declaraciones y papeles de identificación suecos.

- La compañía tenía el derecho de vender acciones para financiar las expediciones.

- Los bienes estaban exentos de inspecciones por parte de las aduanas suecas.

- Los oficiales navales de la compañía tenían la misma autoridad que los oficiales navales suecos.

- Las tripulaciones de las naves de la compañía estaban eximidas del servicio militar sueco.

- La compañía tenía el derecho de utilizar medios militares para proteger su comercio.

- La compañía tenía que mantener sus operaciones en secreto en referencia a sus finanzas y accionistas.

Las razones del último punto eran tanto internas como externas: a los ciudadanos británicos les estaba prohibido establecer comercio con Asia, y las sospechas de participación en las expediciones suecas eran investigadas. También la envidia de otros comerciantes que no podían participar en la compañía jugó una parte. Los libros de contabilidad eran frecuentemente quemados después de ser revisados, ocultando de esta forma los tratos de la compañía.
La carta de privilegios fue traducida al francés y al latín y distribuida entre las principales potencias. Las reacciones fueron fuertes y dejaron en claro que consideraban a la compañía como un competidor no aceptado. El embajador sueco en Inglaterra nunca presentó la carta al gobierno inglés. Ofertas de ayuda en sus bases navales, si eran necesarias, nunca fueron contestadas.

## La primera expedición
La fuerza que impulsaba todo era el escocés Colin Campbell, quien fue armado caballero por el rey sueco, mudándose a Gotemburgo para organizar la primera expedición. 
Cambell zarpó el 9 de febrero de 1732, en el velero Friedericus Rex Sueciae, lo acompañaba el embajador de la corte china. El capitán era Georg Herman af Trolle, él y Campbell habían visitado anteriormente China. La tripulación era de alrededor de 100 hombres.
La primera etapa de la expedición resultó bien; habían logrado cruzar el Cabo de Buena Esperanza, y el velero atracó a salvo en Cantón, el principal puerto comercial de China en ese tiempo. El intercambio comercial fue llevado a cabo exitosamente. Inicialmente los bienes fueron especias, pero posteriormente la demanda de la porcelana y el té, hizo que estos productos se sumaran a la actividad comercial.
A su regreso, la nave fue detenida por los holandeses entre Java y Sumatra, y llevada a Yakarta. Campbell protestó y mostró los despachos suecos, pero los holandeses argumentaron que sospechaban que el buque izaba falsamente la bandera sueca. La expedición fue eventualmente devuelta a su curso, pero ya se había perdido el buen tiempo y los vientos no eran favorables. Muchos marineros murieron en el trayecto, tantos, que la nave tuvo que reabastecerse de marineros noruegos al llegar a la costa de Noruega.
El 27 de agosto de 1733 la nave ancló en Gotemburgo, casi un año y medio después de haber zarpado. El viaje fue un gran éxito en cuanto a beneficio económico se refiere, la subasta dio 900 000 riskdaler suecos.

## Resumen de las expediciones
Durante su existencia de 1731 a 1821, la SOIC realizó 132 expediciones. De todas éstas, 8 naves se perdieron, total o parcialmente. Tal vez la más significativa de las pérdidas fue el Götheborg en 1745, el cual se hundió a su regreso de China, a la altura de la fortaleza Älvsborg en la entrada de Gotemburgo. Su misión era ir hasta China y volver. 
Aunque los libros de contabilidad fueron quemados, se sabe que las expediciones hicieron muchas ganancias netas para los accionistas de la compañía, y muchos suecos se hicieron ricos gracias a la SOIC.
Desde Gotemburgo  los veleros llevaban hierro en lingotes, acero y productos manufacturados en este metal. El cobre y la madera también se intercambiaban. Las expediciones, a su paso por Cádiz obtenían plata a modo de monedas, que eran escasas en Suecia y requeridas en China en las operaciones comerciales.
El principal producto que se traía desde China era el té. Un resumen de 1774 dice que su importación alcanzaba el 90% del total. Mucho té era reexportado hacia Inglaterra, donde se vendía a un menor precio que el que traía la propia compañía británica. Otro bien importante era la porcelana, que aportaba el 5% de la ganancia neta. A través de los años se estima que 50 millones de piezas de porcelana fueron importadas por la SOIC.
Las expediciones costaban alrededor del 25-30% del capital, pero se lograba una ganancia del 60%. Mucho dependía de la habilidad de los comerciantes y del capitán. Los comerciantes tenían que cerrar tratos que les fueran favorables, y el capitán tenía la difícil misión de zarpar hacia China y volver a salvo. 
Los veleros medían alrededor de 50 metros de largo, y además de la carga y la tripulación, llevaban entre 25 a 30 cañones para la propia defensa. El último velero volvió a Gotemburgo en marzo de 1806, y aunque la compañía tenía privilegios reales vigentes hasta 1821, terminó sus operaciones en 1813.

## Renacimiento de uno de los veleros de la SOIC
En 1993, el proyecto Svenska Ostindiska Companiet AB, utilizando el mismo nombre que la compañía original, recreó el velero  Götheborg en astilleros de Gotemburgo, organizando una expedición desde Gotemburgo a Cantón, siguiendo la antigua ruta de los veleros de la compañía. El velero zarpó en octubre de 2005 hacia China, con una tripulación de estudiantes y profesionales navales. Regresó a Gotemburgo el 9 de junio de 2007.